# L.C. MacBean
L.C. MacBean, pseudonimo di Ludovic Charles McBean (Glasgow, 1º febbraio 1875 – Tonbridge, 15 febbraio 1929), è stato un regista, sceneggiatore cinematografico scozzese, sceneggiatore di 20 film e regista di almeno 18 film dal 1915 al 1920; come accadde ad altri esponenti del cinema muto, con l'avvento del sonoro venne dimenticato.

## Biografia
Verso il 1881 andò a vivere con una zia a Lewisham per poi trasferirsi intorno 1891 a Kilburn dove lavorava come impiegato in un ufficio minerario. Si sposò nel 1905 con Ida Esther Wood e, tre anni dopo, si trasferirono a West Hampstead, un quartiere di Londra dove aveva trovato lavoro come elettricista. Ebbe due figlie e un terzo figlio maschio morto da neonato.
Nel 1914 iniziò a lavorare come sceneggiatore per il cinema muto e poi, nel 1915, divenne regista dirigendo con Fred Paul il suo primo film prodotto da G.B. Samuelson nei suoi Isleworth Studios vicino a Richmond. Lo stesso anno realizzò una serie di sei cortometraggi basati sui popolari romanzi western di Edward Lytton Wheeler su Deadwood Dick oltre a un film, Infelice, con due famose attrici del periodo, Peggy Hyland e Queenie Thomas.
Nel 1916 diresse una parodia scritta da J. M. Barrie, The Real Thing at Last, in risposta alla notizia che il regista americano D.W. Griffith intendeva celebrare il 300º anniversario della morte di Shakespeare producendo una versione cinematografica del Macbeth; l'idea che gli americani si cimentassero con Shakespeare venne accolta all'epoca con ironia nel Regno Unito; il soggetto di Barrie contrapponeva il Macbeth come poteva essere prodotto in Gran Bretagna con quello che sarebbe stato prodotto in America. Il film venne proiettato anche a un evento di beneficenza a cui ha partecipato la famiglia reale ma ora viene considerato un film perduto.
Nell'aprile 1919 tornò con la famiglia a West Hampstead dove rimase per alcuni anni.
Pubblicò nel 1922 un manuale tecnico sulla produzione cinematografica.
La famiglia si trasferì da Londra a Tonbridge, nella contea del Kent, dove morì nel 1929.

## Opere
- Kinematograph Studio Technique (Sir Isaac Pitman & Sons, Limited, 1922)

## Filmografia

### Regia

#### 1915
- Answer the Call
- The Ways of the World
- Infelice (co-diretto con Fred Paul)
- The Angels of Mons (co-diretto con Fred Paul)
- The Face at the Telephone (co-diretto con Fred Paul)
- How Richard Harris Became Known as Deadwood Dick (co-diretto con Fred Paul)
- The Dop Doctor (co-diretto con Fred Paul)
- Deadwood Dick's Vengeance (co-diretto con Fred Paul)
- Deadwood Dick and the Mormons (co-diretto con Fred Paul)
- Deadwood Dick Spoils Brigham Young (co-diretto con Fred Paul)
- Deadwood Dick's Red Ally (co-diretto con Fred Paul)

#### 1916
- Deadwood Dick's Detective Pard (co-diretto con Fred Paul)
- The Real Thing at Last
- Eve's Daughter
- Trapped by the London Sharks

#### 1919
- Forgive Us Our Trespasses
- Bladys of the Stewpony

#### 1920
- The Dawn of Truth

### Sceneggiatura

#### 1913
- Heroes of the Mine (regia di George Pearson)

#### 1914
- The Mystery of the Old Mill (regia di H.O. Martinek)
- The Hidden Witness (regia di H.O. Martinek)
- The Friend in Blue (regia di H.O. Martinek)
- The Live Wire (regia di George Pearson)
- A Fishergirl's Folly (regia di George Pearson)
- The Rajah's Tiara (regia di H.O. Martinek)
- The Cornor House Burglary (regia di H.O. Martinek)
- The Power to Kill (regia di H.O. Martinek)
- A Desperate Stratagem (regia di H.O. Martinek)
- The Stolen Masterpiece  (regia di H.O. Martinek)
- The False Wireless (regia di H.O. Martinek)
- In the Grip of Spies (regia di H.O. Martinek)
- Harry the Swell  (regia di H.O. Martinek)
- The Clue of the Cigar Band  (regia di H.O. Martinek)
- The Deadly Model (regia di H.O. Martinek)

#### 1915
- Answer the Call (regia di L.C. MacBean)
- The Ways of the World (regia di L.C. MacBean)

#### 1919
- Bladys of the Stewpony (regia di L.C. MacBean)

#### 1920
- The Dawn of Truth (regia di L.C. MacBean)